# Салас, Марио
Марио Альфредо Салас Сайег (исп. Mario Alfredo Salas Saieg; род. 11 октября 1967, Винья-дель-Мар, Вальпараисо) — чилийский футболист, бывший полузащитник известный по выступлениям за ряд чилийских клубов и сборную Чили. Участник Кубка Америки 1997 года в Боливии. В настоящий момент работает тренером.

## Карьера игрока

### Клубная карьера
Прежде чем стать профессиональным футболистом Марио Салас играл в регби, в том числе участвовал в молодёжном чемпионате Южной Америки 1986 года. С 1987 года он выступал за футбольный клуб «Эвертон» из своего родного Винья-дель-Мара. В 1993 году Салас перешёл в команду «Унион Эспаньола», а в 1995 году — в «Палестино». В 1995—1998 годах он играл за именитый «Коло-Коло», с которым достиг трёх чемпионских титулов и стал обладателем Кубка Чили. В 1999 году Салас стал игроком «Сантьяго Уондерерс».

### Карьера в сборной
8 сентября 1993 года в гостевом товарищеском матче против сборной Испании Марио Салас дебютировал за сборную Чили, выйдя в основном составе. На неудачном для чилийцев Кубке Америки 1997 года в Боливии он провёл полностью первые два матча своей команды.

## Тренерская карьера
Свою тренерскую карьеру Марио Салас начинал в клубе «Барнечеа». Под его руководством эта команда выиграла в 2011 году Терсеру A, третий уровень в системе чилийских футбольных лиг. Этот успех стал для «Барнечеа» первым за его более чем 80-летнюю историю, позволивший ему получить профессиональный статус. В 2012 году команда и вовсе под руководством Саласа боролась за место в Примере, в упорной борьбе проиграв в стыковых матчах представителю главной чилийской лиги «Кобресалю».
В первой половине 2013 года Салас возглавлял молодёжную сборную Чили, которая в этот период выступила на чемпионате Южной Америки в Аргентине, где, уверенно выиграв свою группу на первом этапе, в финальной стадии стала лишь четвёртой.
Весь 2014 год Салас работал с «Уачипато», игравшем при нём роль крепкого середняка чилийской Примеры. В начале 2015 года он возглавил команду «Универсидад Католика», которую в 2016 году привёл к двум чемпионским титулам подряд. В 2018 году привёл к чемпионскому титулу «Спортинг Кристал», но по окончании чемпионата Перу принял решение покинуть команду. Возможно его назначение на пост главного тренера «Коло-Коло».

## Достижения

### В качестве игрока
«Унион Эспаньола»
- Обладатель Кубка Чили (1): 1993

 «Коло-Коло»
- Чемпион Чили (3): 1996, Кл. 1997, 1998
- Обладатель Кубка Чили (1): 1996

### В качестве тренера
«Барнечеа»
- Победитель Терсеры A (1): 2011

 «Универсидад Католика»
- Чемпион Чили (2): Кл. 2016, Ап. 2016
- Обладатель Суперкубка Чили (1): 2016

 «Спортинг Кристал»
- Чемпион Перу (1): 2018

 «Коло-Коло»
- Обладатель Кубка Чили (1): 2019